# Watertoren (Groot-Gelmen)
De voormalige watertoren aan de Gudderstraat in het Belgische Groot-Gelmen (Sint-Truiden) werd gebouwd in 1916 of 1919.
Het betrof een ronde toren met een achtkantig piramidaal dak en een achtkantige top. De toren was opgetrokken met rode bakstenen, vergezeld van geel geglazuurde bakstenen en arduin. De bakstenen sokkel was afgewerkt met een schuine arduinen waterlijst. Het reservoir, met een inhoud van 50 kubieke meter werd gemarkeerd door een ronde druiplijst en twee geel geglazuurde stroken. Een rondboogdeur aan de westzijde vormde de toegang. Erboven bevond zich een rondboogvenster met een arduinen onderdorpel.
Beringen ·
Beverlo ·
Bilzen (Brugstraat) ·
Bilzen (Hasseltstraat) ·
Bocholt (Driemorgenstraat) ·
Bocholt (Grote Baan) ·
Borgloon ·
Bree ·
Diepenbeek ·
Genk (Boslaan) ·
Genk (Priesterhaagstraat) ·
Genk (Vogelkersstraat) ·
Groot-Gelmen ·
Hamont (Oude Watertorenstraat) ·
Hamont (Watertorenstraat) ·
Hasselt (Armand Hertzstraat) ·
Hasselt (Hoogveld) ·
Hasselt (Kempische Steenweg) ·
(Hasselt (Kuringersteenweg) ·
Hasselt (Sint-Truidersteenweg) ·
Hasselt (Willekensmolenstraat) ·
Hechtel ·
Helchteren ·
Herderen ·
Hoesselt ·
Houthalen ·
Kaulille ·
Koersel (Corceliusstraat) ·
Koersel (Koolmijnlaan) ·
Kuringen ·
Kwaadmechelen ·
Lanaken ·
Lommel (A. Philipsweg) ·
Lommel (Hoogstraat) ·
Lummen (Industrieweg) ·
Lummen (Sint-Ferdinandstraat) ·
Meeuwen ·
Paal ·
Peer ·
Rosmeer ·
Rutten ·
Tessenderlo ·
Tongeren (Overhaemlaan) ·
Tongeren (Watertorenstraat) ·
Veldwezelt ·
Vroenhoven ·
Zolder (Galgenbergstraat) ·
Zolder (Koolmijnlaan) ·
Zutendaal